# Ganlou (53-50 av. J.-C.)
Pour les articles homonymes, voir Ganlou.
L'ère Ganlou, ou kan-leou (53 - 50 av. J.-C.) (chinois : 甘露 ; pinyin : Gānlòu ; litt. « la manne ») est la sixième ère chinoise de l'empereur Xuandi de la dynastie Han.

## Chronique

### 1reannée(53av. J.-C.)
- Le chanyu Hu Hanxie, vaincu par le chanyu Zhizhi tente de trouver de l'aide auprès des Han.

### 3eannée(51av. J.-C.)
- L'empereur Xuandi rencontre Hu Hanxie en personne à Xi'an et lui offre troupes et provisions.

| Ganlou                 | 1re année    | 2de année    | 3e année     | 4e année     |
| ---------------------- | ------------ | ------------ | ------------ | ------------ |
| Calendrier julien      | 53 av. J.-C. | 52 av. J.-C. | 51 av. J.-C. | 50 av. J.-C. |
| Calendrier sexagésimal | Wuchen       | Jisi         | Gengwu       | Xinwei       |